# 福特山 (本寧阿爾卑斯山脈)
46°04′49″N 7°19′08″E / 46.080323°N 7.318756°E

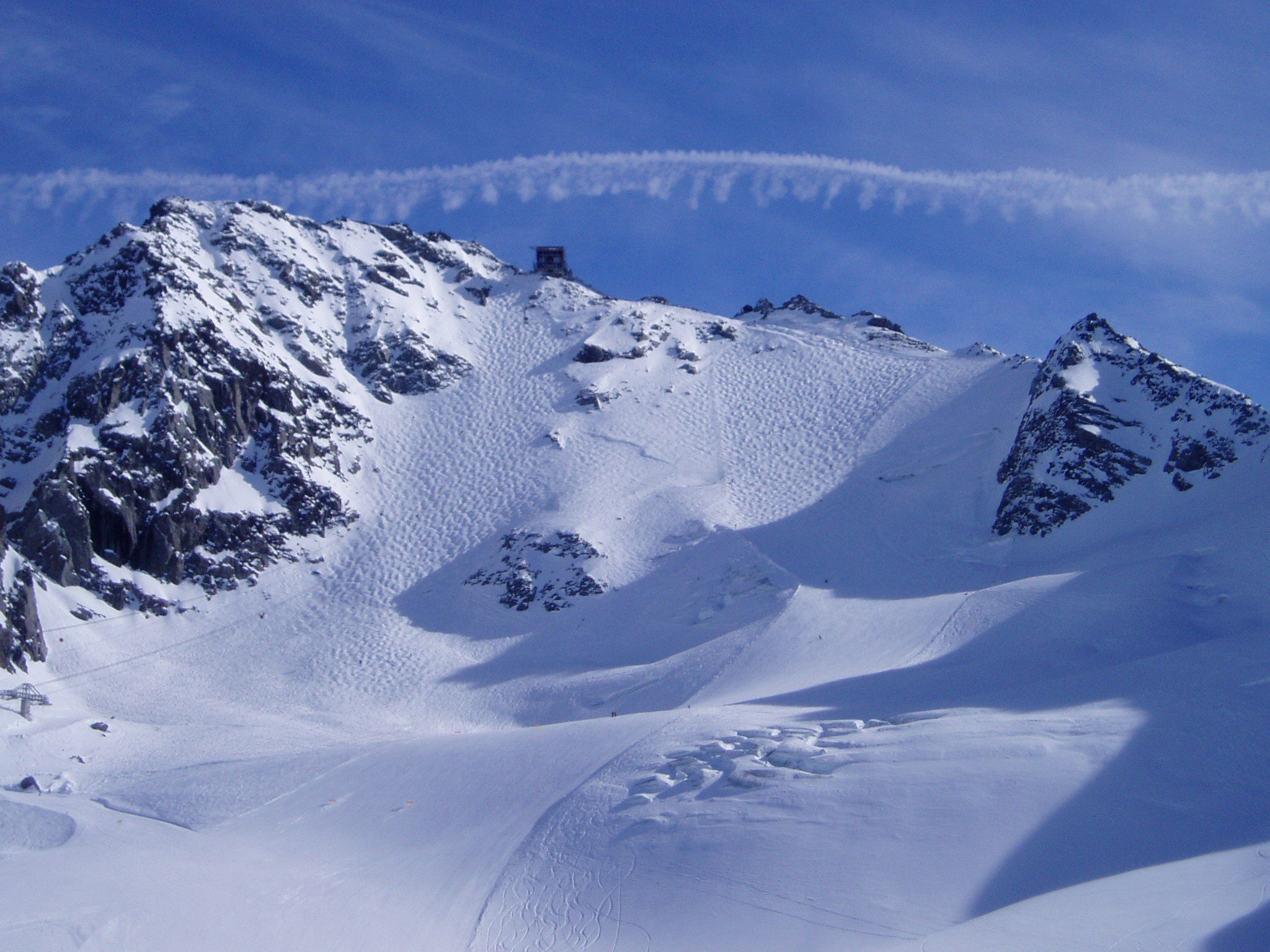

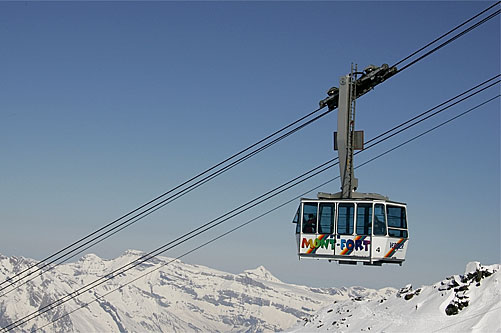

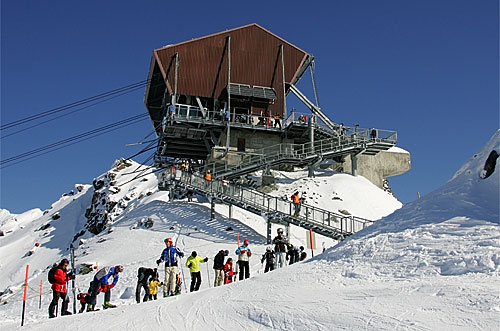

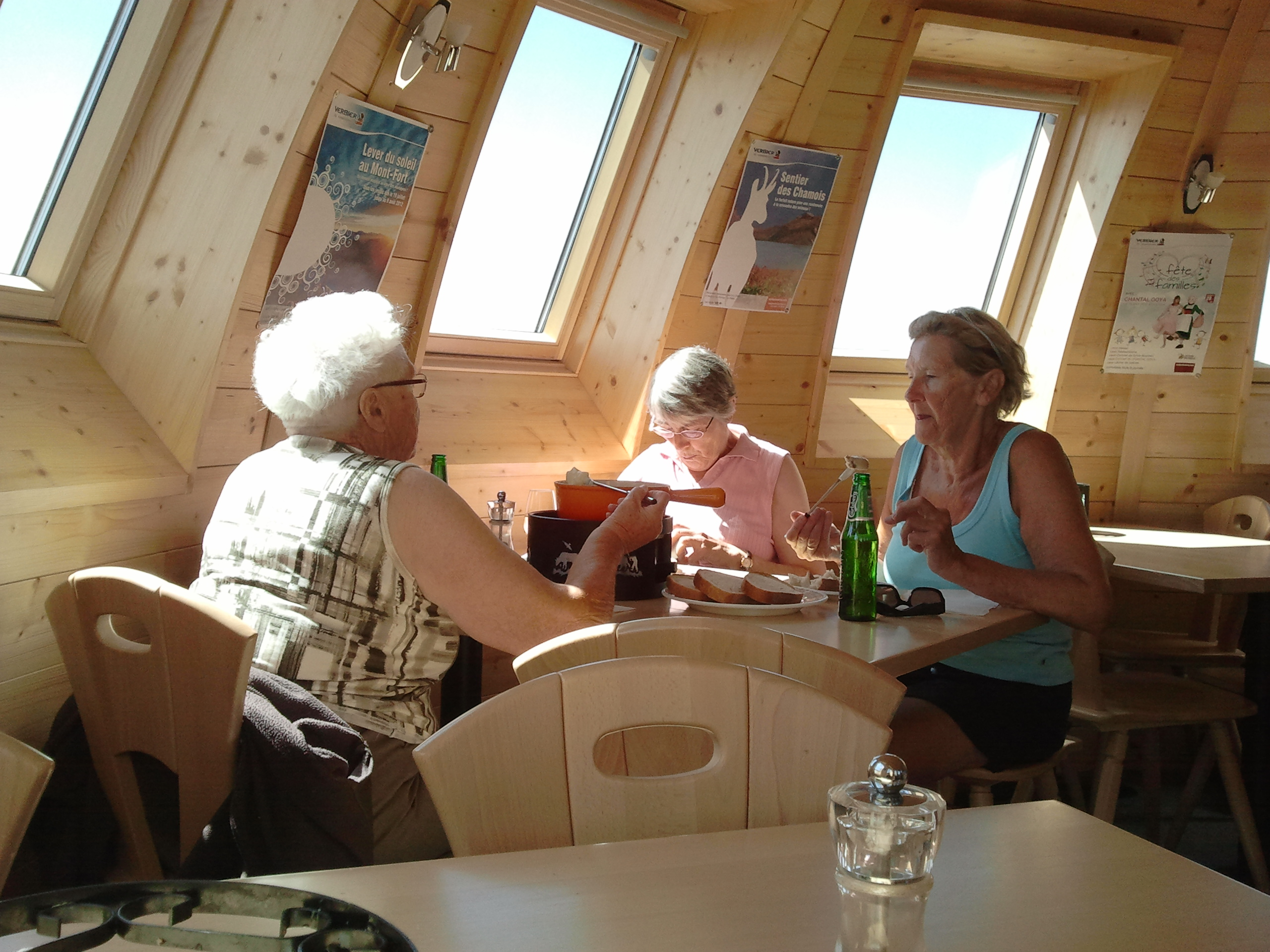

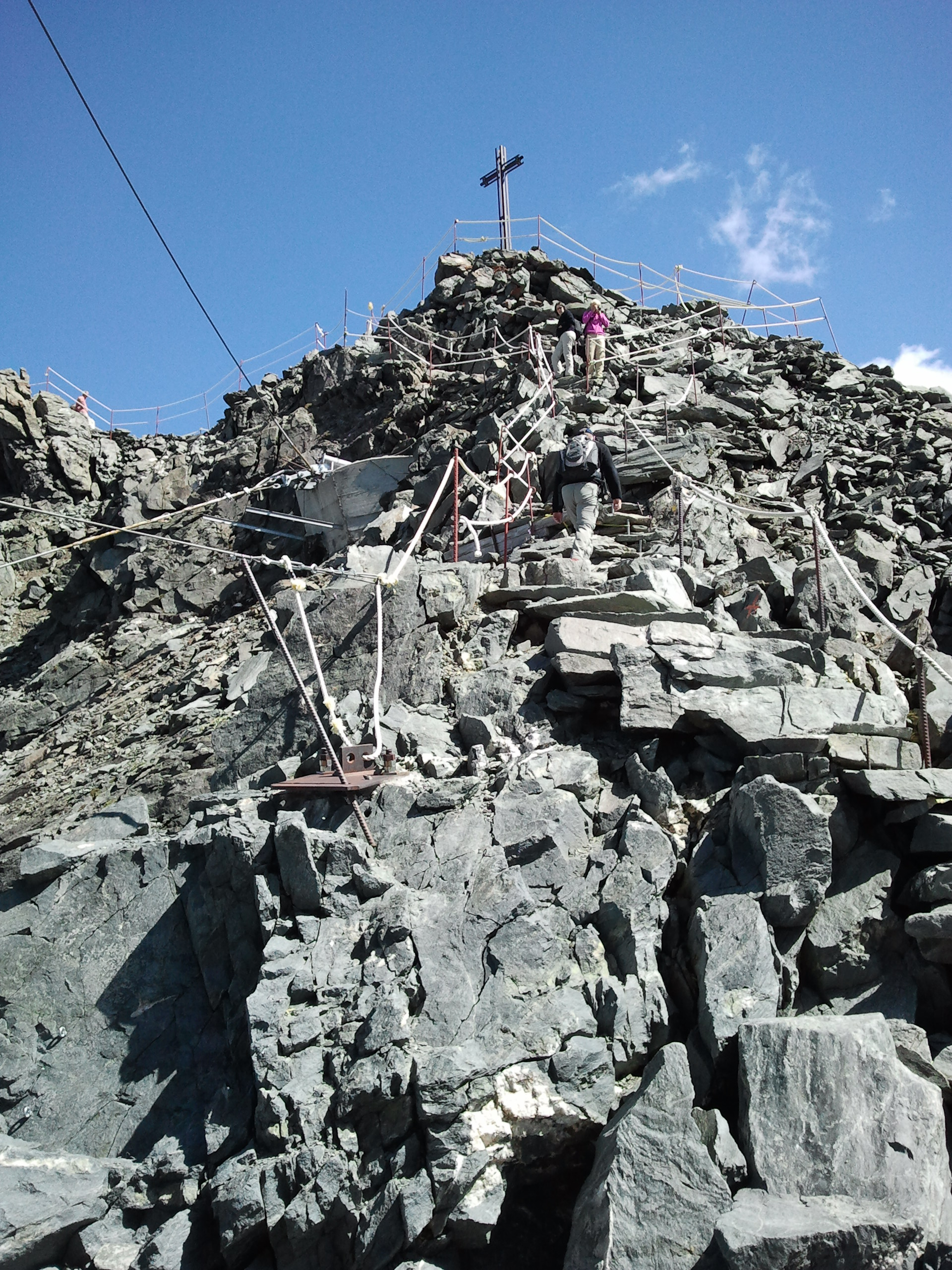

福特山（Mont Fort），是瑞士的山峰，位於該國西南部，由瓦萊州負責管轄，屬於本寧阿爾卑斯山脈的一部分，距離伯爾尼100公里，海拔高度3,328米，每年平均降雨量1,395毫米。